# Twaalftallig stelsel
Het twaalftallig stelsel of duodecimaal stelsel, ook wel patalig stelsel (verouderde term), is een talstelsel, gebaseerd op het grondtal 12. Het stamt waarschijnlijk uit Mesopotamië, maar wordt ook nog in sommige streken van Oost-Afrika gebruikt, door met de duim de twaalf vingerkootjes van de overige vingers op een hand te tellen.
De getallen 0 t/m 9 worden net zo geschreven als in het decimale stelsel. In Westerse schriften wordt voor het getal 10 de letter T (voor tien), een omgekeerde 2 (ᘔ) of een hoofdletter X (zoals het Romeinse cijfer) gebruikt, voor 11 de letter E (voor elf), een omgekeerde 3 (Ɛ) of een script E (ℰ). Uiteraard wordt het grondtal 12 zelf geschreven als 10: één dozijn plus nul eenheden.
In het Verenigd Koninkrijk, met inbegrip van de koloniën, werd tot aan de munthervorming van 1971 gewerkt met een twaalftallig stelsel voor de onderverdeling van de shilling in 12 pence.
Zo was een halve shilling 6 pence. Vandaar de muntstukjes van 3 en van 6 pence.
Ook vandaag bestaan nog bewegingen die ijveren voor een breder, zelfs algemeen, gebruik van het twaalftallig stelsel in de samenleving: The Dozenal Society of America en The Dozenal Society of Great Britain.

## Overblijfselen
In het dagelijks leven zien we nog overblijfselen van het gebruik van dit talstelsel:
- een dag of nacht bestaat uit 12 uren
- een jaar heeft 12 maanden
- de dierenriem kent 12 tekens
- het woord dozijn (dat twaalf betekent) wordt met name in de handel veel gebruikt als eenheid, zo ook het woord gros (twaalf dozijn)
- in het Nederlands hebben alle getallen tot en met 12 'eigen namen', vanaf 13 zijn de namen samengesteld (bijvoorbeeld 15: vijf-tien)
- de twaalf punten in een augustijn, een typografische eenheid
- bestek, borden, kop-en-schotels worden nog steeds per 12 (of per 6) aangeschaft

## Goed deelbaar
Voor hoofdrekenaars en voor het verpakken van materialen is het twaalftallig stelsel ideaal, doordat het hogelijk samengesteld getal 12 deelbaar is door 2, 3, 4 en 6. Merk op dat 10 slechts deelbaar is door twee getallen, namelijk 2 en 5.